# Malayemys macrocephala
La tartaruga mangia-chiocciole della Malesia (Malayemys macrocephala Gray, 1859) è una specie di tartaruga della famiglia dei Geoemididi.

## Descrizione
Il carapace, che può raggiungere una lunghezza di circa 200 mm, è ovale e leggermente bombato, il suo colore tende al marrone-castagna. Il piastrone è giallo o color crema con grandi macchie scure su ogni scute. La testa ha una colorazione di base nerastra con diverse striature chiare. È una specie carnivora che si nutre principalmente di chiocciole e altri gasteropodi a cui associa anche lombrichi, insetti acquatici, crostacei e piccoli pesci. Le femmine depongono da 4 a 6 uova bianche e allungate, l'incubazione dura all'incirca 167 giorni.

## Distribuzione e habitat
Nella parte occidentale della Malaysia, in Myanmar e Thailandia. Corsi d'acqua a lento corso, piccole raccolte d'acqua.